# Viticoltura in Giappone

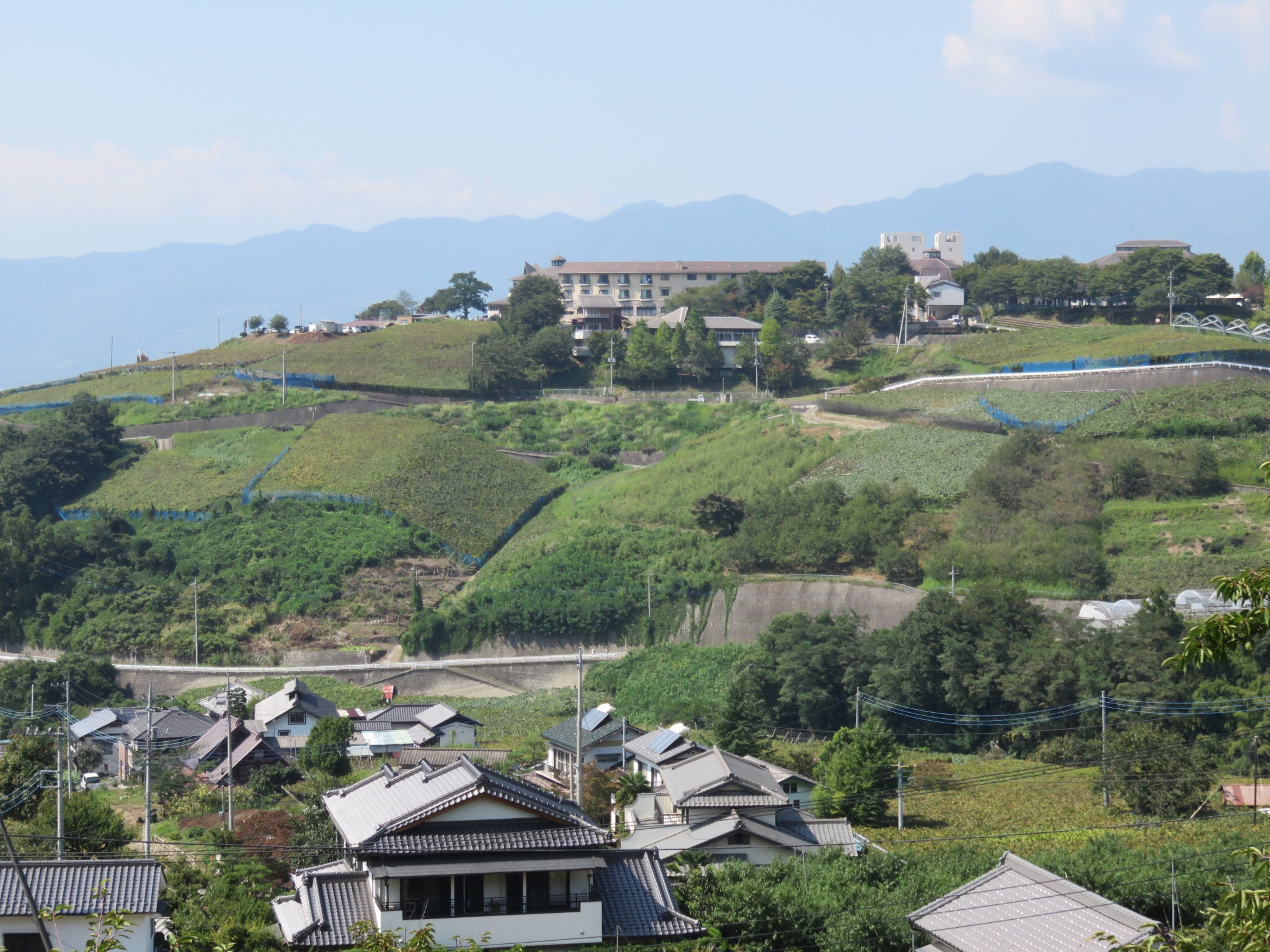
Vitigni presso Kōshū, Yamanashi.

Sebbene la viticoltura in Giappone vanti una lunga tradizione, la produzione nazionale di vino utilizzando uve coltivate localmente è iniziata in maniera consistente solo con l'adozione della cultura occidentale durante la Rinnovamento Meiji nella seconda metà del XIX secolo.
Secondo i dati dell'Agenzia Nazionale delle Imposte del Giappone relativi al 2017, in Giappone sono stati acquistati circa 382 milioni di litri di vino, di cui due terzi provenienti dall'importazione. Dei 102 milioni litri di vino prodotti internamente in quell'anno, solo un quinto proveniva da uve coltivate e raccolte in Giappone. L'Agenzia indica la quota di vino giapponese, definito come vino prodotto internamente con uve coltivate localmente, a solo il 4% del consumo interno totale, ovvero 14.988 milioni di litri. Solo 58 milioni di litri di vino giapponese sono stati esportati all'estero.
La principale regione per la produzione di vino in Giappone è la Prefettura di Yamanashi, che rappresenta circa un terzo della produzione nazionale. Tuttavia, l'uva viene coltivata e il vino viene prodotto anche in quantità più limitate da viticoltori in tutto il paese, da Hokkaido a nord fino alla Prefettura di Miyazaki sull'isola meridionale di Kyushu.

## Regioni vitivinicole
In Giappone, le principali regioni per la produzione di vino, elencate in base al volume di vino prodotto con uve coltivate localmente, sono Yamanashi (31%), Nagano (23%) e Hokkaido (17%). All'interno di Yamanashi, la principale zona vinicola è la Valle del Koshu, un'area che si concentra intorno alla città di Koshu e ospita 70 delle circa 80 cantine della prefettura. A Hokkaido, la città di Ikeda si è ripresa economicamente da una situazione di bancarotta grazie a una pianificazione regionale orientata alla coltivazione dell'uva e alla produzione di vino, riuscendo a raggiungere il successo entro 20 anni dal 1960. Successivamente, ogni regione ha iniziato a promuovere la produzione, principalmente a causa dell'influenza del movimento nazionale "Un Villaggio, Una Specialità" (一村一品運動, Isson Ippin Undō). Durante la Seconda Guerra Mondiale, a Yamagata fu prodotto molto vino per l'esercito, al fine di fornire il cremor di tartaro, un integratore alimentare. Grazie alla sua terra adatta alla coltivazione di frutta, Yamagata ospita oggi numerosi produttori rinomati. In passato, anche la Prefettura di Aichi era un grande produttore di vino.
Esempi di cantine in alcune regioni:
- Hokkaido: Tokachi Wine (十勝ワイン), Ikeda. Furano Wine (ふらのワイン), Furano.
- Prefettura di Yamagata: Tendō Wine (天童ワイン), Tendō.
- Prefettura di Niigata: Iwanohara Wine (岩の原ワイン), Jōetsu.
- Prefettura di Yamanashi: Katsunuma Wine (勝沼ワイン), Kōshū. "Rubaiyat", Kōshū (100% uve coltivate localmente).
- Prefettura di Nagano: Shinshū Wine (信州ワイン), Shiojiri.
- Prefettura di Shiga: Hitomi Wine (ヒトミワイン), Higashiōmi.
- Prefettura di Tochigi: Nasu Wine (那須ワイン), Nasushiobara.
- Prefettura di Kyoto: Tanba Wine (丹波ワイン), Kyōtanba.
- Prefettura di Osaka: Kawachi Wine (河内ワイン), Kashiwara e Habikino.
- Prefettura di Hyōgo: Kobe Wine (神戸ワイン), Kobe. A Kobe, nella prefettura di Hyōgo, la città ha preso l'iniziativa di sviluppare l'agricoltura e il turismo locali con cantine indipendenti e prodotti a marchio cittadino.
- Prefettura di Miyazaki: Aya Wine (綾ワイン), Aya. Tsuno Wine (都農ワイン), Tsuno.

## Controllo qualità
"Marchio di Origine" (原産地表示, Gensanchi Hyōji) è un sistema di denominazione legale per il vino prodotto in Giappone, simile alle leggi francesi Appellation d'Origine Contrôlée (AOC) e alle denominazioni statunitensi American Viticultural Area (AVA).
In Giappone non esiste un organismo nazionale di denominazione legale, a prescindere dalla zona di produzione o dal tipo di uva. Qualsiasi prodotto fermentato a livello nazionale può essere etichettato come "vino giapponese". Per questo motivo, alcuni prodotti etichettati come giapponesi sono realizzati utilizzando succo d'uva importato.
Tuttavia, enti locali autonomi e indipendenti hanno iniziato a implementare sistemi di denominazione regionale. Ad esempio, il "Sistema di controllo della denominazione di origine" della prefettura di Nagano (長野県原産地呼称管理制度, Nagano-ken Gensan-chi Koshō Kanri Seido) e il "Regolamento di certificazione della denominazione di origine del vino" di Kōshū (ワイン原産地認証条例, Wain Gensan-chi Ninshō Jōrei).

## Vitigni

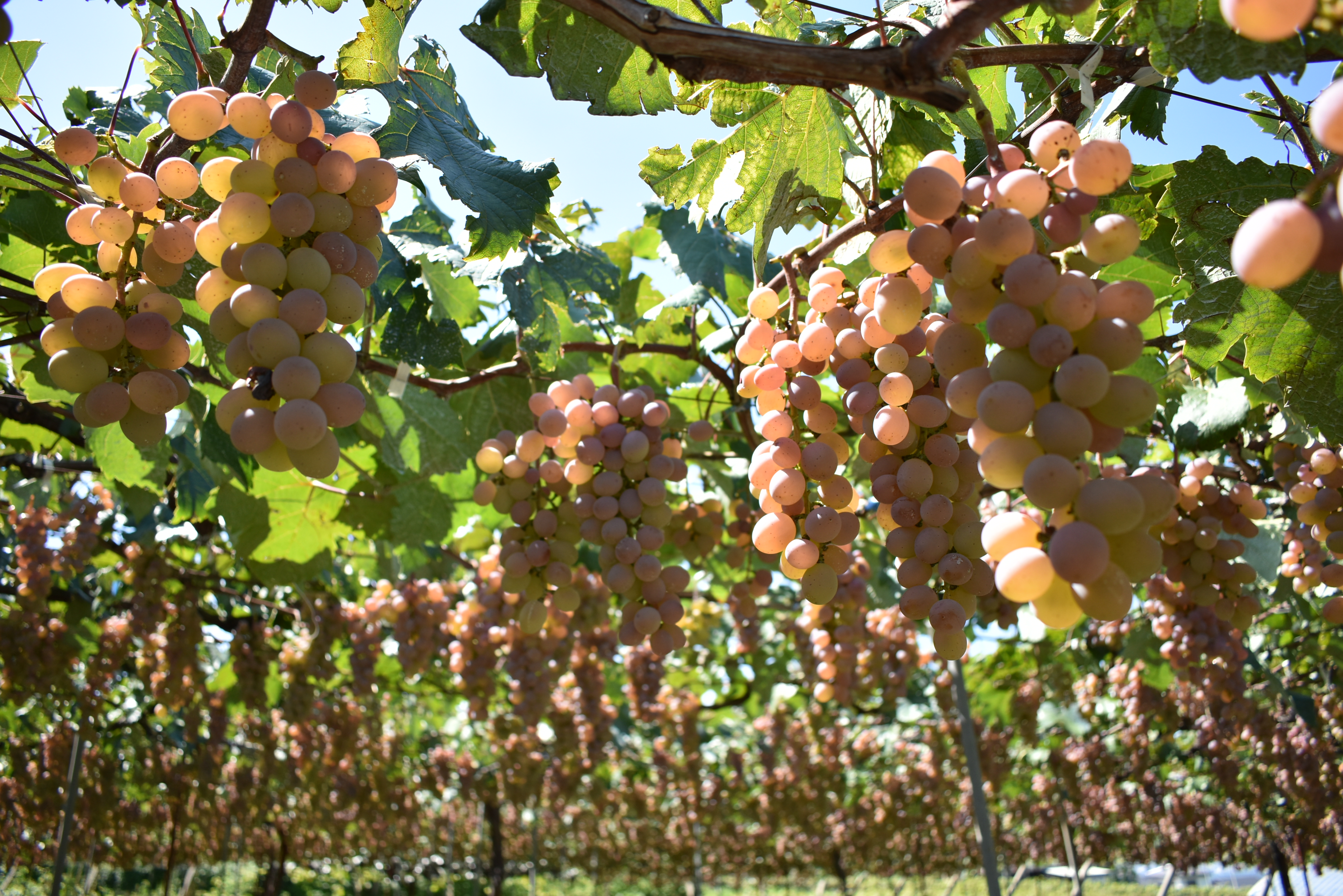
Uva Koshu

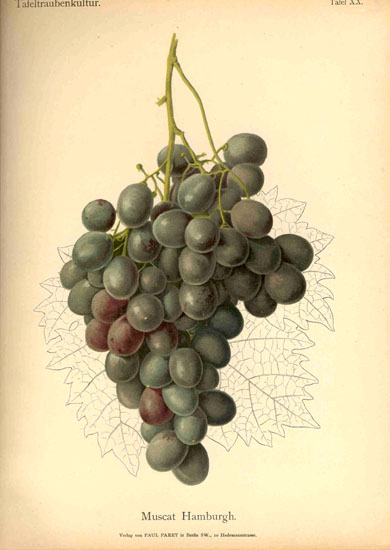
Uva Muscat

Il Giappone ospita un'ampia varietà di uve, anche se la stragrande maggioranza di questa produzione è destinata al consumo da tavola e solo una piccola percentuale viene utilizzata per la vinificazione nazionale. A rigor di termini, non esistono vitigni autoctoni in Giappone, sebbene l'uva bianca Koshu si sia evoluta localmente nel corso di molti secoli ed è quindi considerata un vitigno indigeno. Varietà resistenti importate dal Nord America come Delaware e Niagara sono state ampiamente piantate nel dopoguerra, ma dal 1985 la loro popolarità è diminuita notevolmente. L'uva da tavola premium come Kyoho e, più recentemente, Pione, un incrocio di Kyoho e Cannon Hall Muscat, garantiscono ai produttori un significativo aumento dei prezzi.
Le uve utilizzate esclusivamente per la vinificazione sono prodotte in quantità limitate poiché i margini di profitto dell'uva da tavola sono spesso molto più alti. Tra i vitigni da vino importati ci sono Müller-Thurgau, Chardonnay, Merlot e Cabernet Sauvignon.
Varietà di uva:
- Koshu: L'uva Koshu è un vitigno a bacca bianca coltivato principalmente nella Prefettura di Yamanashi. Si ritiene che la varietà si sia sviluppata da viti probabilmente importate dal Caucaso attraverso la Via della Seta circa mille anni fa[5]. È un ibrido autoctono del Giappone, caratterizzato da una buccia relativamente spessa che la protegge dall'umidità dell'estate giapponese[6] . Il nome "Koshu" è un antico nome di Yamanashi. I vini prodotti con l'uva Koshu sono tipicamente di colore paglierino chiaro e presentano un bouquet morbido e fruttato con sentori di agrumi e pesca. Il gusto è spesso descritto come pulito, delicato e fresco, considerato un ottimo abbinamento per la cucina giapponese[7].
- Muscat Bailey A: "Muscat Bailey-A" (マスカットべリーA) è un ibrido di uva rossa da vino sviluppato da Zenbei Kawakami (川上善兵衛) (1868-1944) presso la cantina Iwanohara (岩の原わいん) nella Prefettura di Niigata. L'obiettivo di Kawakami era quello di creare un'uva da vino adatta al clima del Giappone. Lo ha ottenuto incrociando l'uva di tipo "Bailey" (ベーリー) con un'uva di tipo Moscato Nero, dando vita a un vitigno a bacca rossa ampiamente utilizzato in Giappone. Sempre da Kawakami è stata sviluppata la varietà nota come "Black Queen" (ブラッククイーン). Le caratteristiche del Muscat Bailey-A sono un gusto che ricorda molto il succo d'uva ed è principalmente utilizzato per vini amabili (amakuchi). Tuttavia, negli ultimi anni sono state sviluppate anche varietà più secche e vini invecchiati in botte. Il Muscat Bailey-A è stato utilizzato in blend con uve occidentali per creare vini corposi in stile Bordeaux. Inoltre, con diversi assemblaggi si ottengono vini più morbidi in stile Borgogna.